# Castillo de Samitier
El castillo de Samitier es un conjunto arquitectónico militar defensivo situado en la localidad altoaragonesa de Samitier, perteneciente al municipio de La Fueva, Sobrarbe, provincia de Huesca, Aragón, España.
Está declarado Bien de Interés Cultural (BIC).

## Localización
Samitier está situado a orillas del embalse de Mediano, a 17 kilómetros de Aínsa y a 38 de la ciudad de Barbastro.
Desde Samitier, se accede por pista transitable a pie a 2 kilómetros de distancia. El conjunto está ubicado en una elevación al E del núcleo, en el llamado Tozal de Samitier, dominando un tramo estrecho del río Cinca llamado el Entremón.

## Historia
Se trata de una obra románica generalmente datada entre los reinados de Sancho III el Mayor a Ramiro I, dentro del proceso de fortificación de la frontera cristiana suroriental frente a los territorios de dominación musulmana. En este contexto se engloba también a otros castillos de la zona como los de Abizanda, Escanilla, Troncedo, Olsón, Buil, Secastilla y Clamosa. 
La mención en las crónicas a una torre con el nombre de Samitier tomada hacia 1033 y mencionada en el testamento de Sancho III de 1035 ha generado habituales confusiones. Fernando Galtier propuso en 1987 que la mención de 1035 corresponde a una ubicación diferente a la localidad sobrarbense, con la que solo compartiría el nombre. Dentro de los debates sobre la ubicación del otro castillo, la historiografía actual coincide en distinguir ambos castillos, estando ubicado el castillo mencionado en el testamento de Sancho III en la frontera del condado de Aragón en vez de en el Sobrarbe.
La iglesia de la localidad sobrarbense sobre la que se construye el castillo aparece citada por primera vez en un documento de la cancillería de Ramiro I de 1055 en el que se delimitan sus posesiones. La fecha es sin embargo considerada dudosa por algunos especialistas como datación del castillo, pues ven más probable la fortificación de la frontera sobrarbense en la década siguiente durante las campañas contra Barbastro (1063-1064), ya a finales de reinado de Ramiro I o a comienzos del de su hijo Sancho Ramírez. Otros autores en cambio creen que la torre principal puede ser más antigua que la iglesia, siendo la segunda la que podría haberse desarrollado posteriormente durante el reinado de Ramiro I.
El castillo de Samitier siguió teniendo interés militar algunas décadas más como base de campañas en el Cinca contra posiciones musulmanas, pues la taifa de Zaragoza logró retomar Barbastro en 1065. Naval no fue tomada por el reino de Aragón hasta 1081 y Barbastro no fue finalmente conquistada hasta 1100, otorgando valor ofensivo al castillo en el periodo.
El castillo parece haber tenido una breve vida militar, siendo de interés durante esas campañas y perdiendo valor fronterizo al acabar la conquista del Cinca. Pudo tener en cambio un mayor impacto en el proceso de feudalización en la zona, pues como algunos historiadores han señalado los castillos cumplían múltiples funciones como defensa contra amenazas externas pero también contra amenazas internas y como elemento de coerción contra la población tributaria en el sistema feudal.
A lo largo de los siglos XII-XIII hay menciones a nuevos tenentes del castillo (Ramón de Larbesa en 1135, Sancho de Antillón en 1238).

## Descripción
Cerca de la iglesia románica de San Emeterio y San Celedonio se erigió una torre hexagonal para mantener la red de fortificaciones visibles entre sí. A dicha torre se accedía mediante una escalera retirable, lo que junto a una estructura de madera sobre el acceso permitía controlar la entrada. La torre debió contar con al menos dos pisos de altura y presenta aspilleras a lo largo de sus fachadas. Al complejo se le añadió un aljibe para asegurar el suministro de agua a sus ocupantes.
La torre y la iglesia formaron un conjunto conectado por un muro que delimitaba un espacio abierto, contando con la orografía para cubrir el otro lado. Hay, sin embargo, diferentes interpretaciones sobre los detalles del complejo o la cronología de sus fases.
A 500 metros se ubica una torre albarrana, generalmente interpretada como una posición avanzada para vigilar el acceso al complejo. La torre albarrana igualmente permite al castillo tener una línea visual con otros tres castillos a su sudoeste, que la torre principal no podía observar directamente.